# Mercedes Cup 2012 - Qualificazioni singolare
Le qualificazioni del singolare  del Mercedes Cup 2012 sono state un torneo di tennis preliminare per accedere alla fase finale della manifestazione. I vincitori dell'ultimo turno sono entrati di diritto nel tabellone principale. In caso di ritiro di uno o più giocatori aventi diritto a questi sono subentrati i lucky loser, ossia i giocatori che hanno perso nell'ultimo turno ma che avevano una classifica più alta rispetto agli altri partecipanti che avevano comunque perso nel turno finale.

## Qualificazioni

### Teste di serie
1. Igor' Andreev (Qualificato)
2. Eduardo Schwank (Ultimo turno, Lucky Loser)
3. Andrej Golubev (secondo turno)
4. Josselin Ouanna (ultimo turno)

1. Robert Farah (ultimo turno)
2. Pavol Cervenák (Qualificato)
3. Martin Fischer (Qualificato)
4. Farruch Dustov (ultimo turno)

### Qualificati
1. Igor' Andreev
2. Martin Fischer

1. Julian Reister
2. Pavol Cervenák

### Lucky Loser
1. Eduardo Schwank

### Tabellone

#### Sezione 1
|  | Primo turno         | Primo turno         | Primo turno         | Primo turno         | Primo turno |  |  | Secondo turno | Secondo turno  | Secondo turno  | Secondo turno | Secondo turno |    |   | Ultimo turno | Ultimo turno  | Ultimo turno  | Ultimo turno | Ultimo turno |  |
|  |                     |                     |                     |                     |             |  |  |               |                |                |               |               |    |   |              |               |               |              |              |  |
|  |                     |                     |                     |                     |             |  |  |               |                |                |               |               |    |   |              |               |               |              |              |  |
|  |                     |                     |                     |                     |             |  |  | 1             | Igor' Andreev  | Igor' Andreev  | 6             | 6             |    |   |              |               |               |              |              |  |
|  | Blaz Seric          | Blaz Seric          | Blaz Seric          | Blaz Seric          | w/o         |  |  |               | Blaz Seric     | Blaz Seric     | 3             | 3             |    |   |              |               |               |              |              |  |
|  | Ivan Gómez Mantilla | Ivan Gómez Mantilla | Ivan Gómez Mantilla | Ivan Gómez Mantilla |             |  |  |               |                |                |               |               |    |   | 1            | Igor' Andreev | Igor' Andreev | 7            | 7            |  |
|  |                     | Pascal Meis         | 7                   | 3                   | 4           |  |  |               |                | 5              | Robert Farah  | Robert Farah  | 64 | 5 |              |               |               |              |              |  |
|  | WC                  | Elmar Ejupovic      | 65                  | 6                   | 6           |  |  | WC            | Elmar Ejupovic | Elmar Ejupovic | 3             | 4             |    |   |              |               |               |              |              |  |
|  |                     | Artem Sitak         | Artem Sitak         | 2                   | 0           |  |  | 5             | Robert Farah   | Robert Farah   | 6             | 6             |    |   |              |               |               |              |              |  |
|  | 5                   | Robert Farah        | Robert Farah        | 6                   | 6           |  |  |               |                |                |               |               |    |   |              |               |               |              |              |  |

#### Sezione 2
|  | Primo turno          | Primo turno            | Primo turno            | Primo turno | Primo turno |  |  | Secondo turno | Secondo turno        | Secondo turno        | Secondo turno  | Secondo turno  |   |   | Ultimo turno | Ultimo turno    | Ultimo turno    | Ultimo turno | Ultimo turno |  |
|  |                      |                        |                        |             |             |  |  |               |                      |                      |                |                |   |   |              |                 |                 |              |              |  |
|  |                      |                        |                        |             |             |  |  |               |                      |                      |                |                |   |   |              |                 |                 |              |              |  |
|  |                      |                        |                        |             |             |  |  | 2             | Eduardo Schwank      | 5                    | 7              | 6              |   |   |              |                 |                 |              |              |  |
|  | WC                   | Christian Wickenhäuser | Christian Wickenhäuser | 3           | 0           |  |  |               | Juan Sebastián Cabal | 7                    | 5              | 3              |   |   |              |                 |                 |              |              |  |
|  |                      | Juan Sebastián Cabal   | Juan Sebastián Cabal   | 6           | 6           |  |  |               |                      |                      |                |                |   |   | 2            | Eduardo Schwank | Eduardo Schwank | 5            | 1            |  |
|  | Maximilian Neuchrist | Maximilian Neuchrist   | Maximilian Neuchrist   | 7           | 6           |  |  |               |                      | 7                    | Martin Fischer | Martin Fischer | 7 | 6 |              |                 |                 |              |              |  |
|  | Bastian Knittel      | Bastian Knittel        | Bastian Knittel        | 65          | 4           |  |  |               | Maximilian Neuchrist | Maximilian Neuchrist | 2              | 4              |   |   |              |                 |                 |              |              |  |
|  |                      | Sebastian Sachs        | Sebastian Sachs        | 4           | 3           |  |  | 7             | Martin Fischer       | Martin Fischer       | 6              | 6              |   |   |              |                 |                 |              |              |  |
|  | 7                    | Martin Fischer         | Martin Fischer         | 6           | 6           |  |  |               |                      |                      |                |                |   |   |              |                 |                 |              |              |  |

#### Sezione 3
|  | Primo turno    | Primo turno        | Primo turno        | Primo turno | Primo turno |  |  | Secondo turno | Secondo turno      | Secondo turno      | Secondo turno  | Secondo turno  |   |   | Ultimo turno | Ultimo turno   | Ultimo turno   | Ultimo turno | Ultimo turno |  |
|  |                |                    |                    |             |             |  |  |               |                    |                    |                |                |   |   |              |                |                |              |              |  |
|  | 3              | Andrej Golubev     | Andrej Golubev     | 6           | 6           |  |  |               |                    |                    |                |                |   |   |              |                |                |              |              |  |
|  |                | Jan-Lennard Struff | Jan-Lennard Struff | 4           | 2           |  |  | 3             | Andrej Golubev     | Andrej Golubev     | 69             | 1              |   |   |              |                |                |              |              |  |
|  | Julian Reister | Julian Reister     | Julian Reister     | 6           | 710         |  |  |               | Julian Reister     | Julian Reister     | 711            | 6              |   |   |              |                |                |              |              |  |
|  | Stéphane Bohli | Stéphane Bohli     | Stéphane Bohli     | 2           | 68          |  |  |               |                    |                    |                |                |   |   |              | Julian Reister | Julian Reister | 6            | 6            |  |
|  |                | Neven Krivokuca    | Neven Krivokuca    | 2           | 2           |  |  |               |                    | 8                  | Farruch Dustov | Farruch Dustov | 1 | 4 |              |                |                |              |              |  |
|  | WC             | Evgenij Karlovskij | Evgenij Karlovskij | 6           | 6           |  |  | WC            | Evgenij Karlovskij | Evgenij Karlovskij | 4              | 2              |   |   |              |                |                |              |              |  |
|  |                | Jeremy Jahn        | 6                  | 2           | 4           |  |  | 8             | Farruch Dustov     | Farruch Dustov     | 6              | 6              |   |   |              |                |                |              |              |  |
|  | 8              | Farruch Dustov     | 4                  | 6           | 6           |  |  |               |                    |                    |                |                |   |   |              |                |                |              |              |  |

#### Sezione 4
|  | Primo turno     | Primo turno        | Primo turno        | Primo turno | Primo turno |  |  | Secondo turno | Secondo turno   | Secondo turno   | Secondo turno   | Secondo turno |   |    | Ultimo turno | Ultimo turno    | Ultimo turno | Ultimo turno | Ultimo turno |  |
|  |                 |                    |                    |             |             |  |  |               |                 |                 |                 |               |   |    |              |                 |              |              |              |  |
|  | 4               | Josselin Ouanna    | Josselin Ouanna    | 6           | 6           |  |  |               |                 |                 |                 |               |   |    |              |                 |              |              |              |  |
|  |                 | Evgenij Kirillov   | Evgenij Kirillov   | 3           | 4           |  |  | 4             | Josselin Ouanna | Josselin Ouanna | Josselin Ouanna | 2             |   |    |              |                 |              |              |              |  |
|  |                 | André Sá           | André Sá           | 6           | 6           |  |  |               | André Sá        | André Sá        | André Sá        | 1r            |   |    |              |                 |              |              |              |  |
|  | WC              | Yannick Offermanns | Yannick Offermanns | 4           | 0           |  |  |               |                 |                 |                 |               |   |    | 4            | Josselin Ouanna | 6            | 4            | 67           |  |
|  | James Lemke     | James Lemke        | James Lemke        | 7           | 6           |  |  |               |                 | 6               | Pavol Cervenák  | 4             | 6 | 79 |              |                 |              |              |              |  |
|  | Florian Fallert | Florian Fallert    | Florian Fallert    | 6(1)        | 4           |  |  |               | James Lemke     | 2               | 6               | 1             |   |    |              |                 |              |              |              |  |
|  |                 | Nils Langer        | Nils Langer        | 2           | 3           |  |  | 6             | Pavol Cervenák  | 6               | 4               | 6             |   |    |              |                 |              |              |              |  |
|  | 6               | Pavol Cervenák     | Pavol Cervenák     | 6           | 6           |  |  |               |                 |                 |                 |               |   |    |              |                 |              |              |              |  |